# الرقه، دبی
برج ساعت دیره در این محله قرار دارد.
الرقه نام یک محله در دبی، امارات متحده عربی است. این محله دارای اهمیت تجاری و مسکونی قابل توجه است و قلب مناطق شرقی دبی است. الرقه توسط محله‌های پورت‌سعید، رقه البطین، المراقبات و نایف احاطه شده است و از طرف جنوب به خور متصل است.
برج ساعت دیره در این محله واقع است.
محله های الرقه و المراقبات اصلی‌ترین مکان‌های فستیوال خرید دبی است.